# Walking on Sunshine (film)
Walking on Sunshine è un film del 2014 diretto da Max Giwa e Dania Pasquini.

## Trama
Taylor durante un soggiorno in Puglia conosce Raf e i due hanno una storia. Mentre Raf vuole che Taylor rimanga con lui in Italia lei vuole tornare alla sua vita e andare all'università, così mette fine alla storia. Tre anni dopo Maddie, dietro consiglio di sua sorella Taylor, va in Puglia per distrarsi dalla fine di una storia importante con Doug, che le ha spezzato il cuore. Qui conosce un ragazzo di cui s'innamora e dopo aver invitato la sorella a raggiungerla in Puglia le comunica che sta per sposarsi ed il futuro marito è proprio Raf. Maddie però non sa che Raf ha avuto una storia estiva con Taylor la quale non vuole dire la verità alla sorella.

## Colonna sonora
I brani musicali eseguiti dal cast sono cover di grandi successi pop degli anni 80.
- Holiday - H. Arterton
- Venus - K. Brand, A. Scholey e H. Arterton
- How Will I Know - H. Arterton, D. Kirrane, G. Corso e L. Lewis
- The Power of Love - H. Arterton, A. Scholey, K. Brand, D. Kirrane, G. Corso, G. Berruti e L. Lewis
- Don't You Want Me - G. Wise e A. Scholey
- Walking on Sunshine - L. Lewis, H. Arterton, K. Brand, D. Kirrane, G. Corso e G. Berruti
- Eternal Flame - H. Arterton
- Girls Just Want to Have Fun / The Wild Boys - L. Lewis, H. Arterton e K. Brand / D. Kirrane, G. Corso e G. Berruti
- It Must Have Been Love - H. Arterton e G. Berruti
- Faith - G. Wise e A. Scholey
- White Wedding - K. Brand, D. Kirrane, A. Scholey, G. Corso, G. Wise, H. Arterton e G. Berruti
- If I Could Turn Back Time - H. Arterton e G. Berruti
- Wake Me Up Before You Go-Go - L. Lewis, D. Kirrane, K. Brand, H. Arterton, A. Scholey, G. Corso, G. Berruti e G. Wise

## Produzione

### Location
Le riprese sono state effettuate in Puglia, nel Salento. In particolare a Lecce (Piazza del Duomo, Teatro romano), a Nardò (dove si svolge la festa del pomodoro e il litorale di Porto Selvaggio che collega le frazioni di Santa Caterina e Santa Maria al Bagno, Chiesa di Santa Teresa, Chiesa di Sant'Antonio), a Presicce e a Torre San Giovanni (Lido Coco Loco).